# Schwache Topologie
Die schwache Topologie ist eine spezielle Topologie und im Grenzgebiet der beiden mathematischen Teilgebiete der Topologie und Funktionalanalysis anzusiedeln. Sie wird auf normierten Räumen oder allgemeiner auf lokalkonvexen Hausdorff-Räumen definiert.
Die schwache Topologie ist eng mit der schwachen Konvergenz verbunden. Jedoch kann es vorkommen, dass die Charakterisierung topologischer Eigenschaften durch Folgen (was bei der schwachen Konvergenz geschieht) nicht mit der rein topologischen Charakterisierung (wie sie bei der schwachen Topologie geschieht) zusammenfällt. So ist es möglich, dass abgeschlossene Mengen in der schwachen Topologie nicht schwach folgenabgeschlossen sind.

## Definition
Gegeben sei ein lokalkonvexer Hausdorff-Raum {\displaystyle (X,\tau _{0})} wie beispielsweise ein normierter Raum, versehen mit der Normtopologie. Sei {\displaystyle X'} der Dualraum von {\displaystyle X}.
Die schwache Topologie lässt sich auf zweierlei äquivalente Arten definieren: entweder als Initialtopologie oder über die Angabe einer Nullumgebungsbasis.
Über den Zugang als Initialtopologie ist die schwache Topologie {\displaystyle \tau _{w}} auf {\displaystyle X} als die Initialtopologie auf {\displaystyle X} bezüglich {\displaystyle X'} definiert. Sie ist somit die gröbste Topologie auf {\displaystyle X}, so dass alle {\displaystyle x'\in X'} stetig sind. Als Initialtopologie besitzt sie die Subbasis
{\displaystyle {\mathcal {S}}_{w}:=\{{x'}^{-1}(O)\mid O\subset \mathbb {K} {\text{ offen }},\;x'\in X'\}}
und wird durch diese eindeutig bestimmt.
Für den Zugang mittels einer Nullumgebungsbasis definiert man
{\displaystyle U_{F,\varepsilon }=\{x\in X\mid x'(x)\leq \varepsilon {\text{ für alle }}x'\in F\}},
wobei hier {\displaystyle F\subset X'} ist. Die schwache Topologie ist dann diejenige Topologie auf {\displaystyle X} mit der Nullumgebungsbasis
{\displaystyle {\mathcal {U}}_{0}=\{U_{F,\varepsilon }\mid F\subset X',\;|F|{\text{ endlich }},\varepsilon >0\}}
und wird durch diese eindeutig bestimmt.

## Offene Mengen in der schwachen Topologie
Je nach Definition werden die offenen Mengen in der schwachen Topologie anders konstruiert.
Bei der Konstruktion als Initialtopologie bildet man zuerst die bei der Definition angegebene Subbasis {\displaystyle {\mathcal {S}}_{w}} der schwachen Topologie. Sie besteht aus Urbildern von offenen Mengen in {\displaystyle \mathbb {K} } unter den Elementen von {\displaystyle X'}. Alle Mengen in {\displaystyle {\mathcal {S}}_{w}} sind offen in der schwachen Topologie. Anschließend bildet man die Menge aller Schnitte von endlich vielen Mengen aus der Subbasis {\displaystyle {\mathcal {S}}_{w}}:
{\displaystyle {\mathcal {B}}_{w}:=\{A\subset X\mid A{\text{ ist Schnitt endlich vieler Mengen aus }}{\mathcal {S}}_{w}\}}.
{\displaystyle {\mathcal {B}}_{w}} bildet dann eine Basis der schwachen Topologie und alle Mengen aus {\displaystyle {\mathcal {B}}_{w}} sind dann offen bezüglich der schwachen Topologie. Die schwache Topologie selbst besteht dann aus allen Mengen, die eine Vereinigung von (beliebig vielen) Mengen aus {\displaystyle {\mathcal {B}}_{w}} sind.
Bei der Konstruktion über die Nullumgebungsbasis nutzt man aus, dass eine Menge genau dann offen ist, wenn sie Umgebung jedes ihrer Punkte ist. Somit gilt dann
{\displaystyle A} ist offen in der schwachen Topologie {\displaystyle \iff } für alle {\displaystyle x\in A} existiert ein {\displaystyle U\in {\mathcal {U}}_{0}}, so dass {\displaystyle x+U\subset A} ist.
Dies nutzt einerseits aus, dass eine Menge genau dann eine Umgebung eines Punktes {\displaystyle x} ist, wenn sie eine Menge der Umgebungsbasis {\displaystyle {\mathcal {U}}_{x}} von {\displaystyle x} enthält, und dass die Umgebungsbasis {\displaystyle {\mathcal {U}}_{x}} von {\displaystyle x} im Falle der schwachen Topologie genau {\displaystyle x+{\mathcal {U}}_{0}} entspricht.

## Eigenschaften
- Die schwache Topologie macht {\displaystyle X}  zu einem lokalkonvexen Raum.
- Die abgeschlossene Einheitskugel von {\displaystyle X} ist genau dann schwach kompakt, wenn {\displaystyle X} ein reflexiver Banachraum ist.
- In lokalkonvexen topologischen Vektorräumen sind abgeschlossene und konvexe Teilmengen schwach abgeschlossen.
- Der Satz von Eberlein–Šmulian stellt die Äquivalenz von Kompaktheit und Folgenkompaktheit bzgl. der schwachen Topologie auf Banachräumen fest.

## Bezeichnungen und Notation
Zur genaueren Abgrenzung von der schwachen Topologie {\displaystyle \tau _{w}} wird die Topologie {\displaystyle \tau _{0}} auch als Ausgangstopologie bezeichnet, im Falle eines normierten Raumes auch als Originaltopologie, starke Topologie oder Normtopologie.
Mengen aus der schwachen Topologie werden mit dem Präfix "schwach" gekennzeichnet. So heißt eine Menge
- schwach abgeschlossen, wenn sie das Komplement einer Menge in der schwachen Topologie ist.
- schwach kompakt, wenn zu jeder Überdeckung mit Mengen aus der schwachen Topologie eine endliche Teilüberdeckung existiert.

Ebenso ist der schwache Abschluss einer Menge {\displaystyle A} die kleinste schwach abgeschlossene Menge, die {\displaystyle A} enthält. Die weitere Benennung folgt diesem Schema.